# Bahamas aux Jeux olympiques d'été de 1988
Les Bahamas participent aux Jeux olympiques d'été de 1988 à Séoul.

## Délégation
Les Bahamas sont représentés par seize sportifs dont douze hommes et quatre femmes engagés dans trois sports: l'athlétisme, la boxe, la natation, le plongeon et la voile.